# 미야자키 대학
미야자키 대학(일본어: 宮崎大学, University of Miyazaki)은 일본의 국립 대학이다. 대학 본부는 미야자키현 미야자키시에 있다.

## 연혁
미야자키 대학은 2003년에 (구) 미야자키 대학(1949년 설립)이 미야자키 의과대학(1974년 설립)과 통합함으로써 설립되었다.
(구) 미야자키 대학은 미야자키 농림 전문학교(宮崎農林專門學校), 미야자키 사범학교(宮崎師範學校), 미야자키 청년 사범학교(宮崎靑年師範學校), 미야자키 현 공업 전문학교(宮崎縣工業專門學校) 등을 한꺼번에 통합한 형태로 설립되었다.
- 1949년 : (구) 미야자키 대학 발족 (학부: 농학부, 학예학부, 공학부).
- 1966년 : 학예학부를 교육학부로 개명.
- 1974년 : 미야자키 의과대학 설립.
- 1984~1988년 : (구) 미야자키 대학이 기바나(木花) 캠퍼스로 이전.
- 1999년 : 교육학부를 교육문화학부로 개명.
- 2003년 : (구) 미야자키 대학이 미야자키 의과대학과 통합. 미야자키 대학 발족.

이하, (구) 미야자키 대학에 통합된 구 학교들의 연혁이다.
- 1924년 9월 : 미야자키 고등 농림학교(宮崎高等農林學校) 설치.
학과: 농학과, 임학과, 축산학과.
- 1925년 4월 : 개교.
- 1940년 : 수의학과를 증설.
- 1944년 : 미야자키 농림 전문학교로 개칭.
학과: 농과, 임(林)과, 축산과, 수의축산과.
- 1946년 : 농산제조과를 증설.
- 1949년 : (구) 미야자키 대학 농학부가 됨.

- 1883년 5월 : 미야자키현이 가고시마현에서 독립.
- 1884년 11월 : 미야자키 사범학교 설립.
- 1886년 : 미야자키현 심상 사범학교로 개칭.
- 1898년 : 미야자키현 사범학교로 개칭.
- 1926년 : 남자 사범학교와 여자 사범학교를 분리.
- 1943년 : 남자 사범학교를 여자 사범학교와 통합. 관립 미야자키 사범학교로 승격.
- 1949년 : (구) 미야자키 대학 학예학부가 됨.

- 1922년 : 미야자키현 실업보습학교 교원 양성소(宮崎縣實業補習學校敎員養成所) 설립.
- 1935년 : 미야자키현립 청년학교 교원 양성소(宮崎縣立靑年學校敎員養成所)로 개칭.
- 1944년 4월 : 관립 미야자키 청년 사범학교로 승격.
- 1949년 : (구) 미야자키 대학 학예학부가 됨.

- 1944년 2월 : 미야자키현 고등 공업학교(宮崎縣高等工業學校) 설립.
학과: 기계과, 화학공업과, 항공기과.
- 1944년 4월 : 미야자키현 공업 전문학교로 개칭.
- 1946년 : 항공기과를 토목과로 개편.
- 1949년 : 미야자키 대학 공학부가 됨.

## 캠퍼스
- 기바나(木花) 캠퍼스: 대학 본부 캠퍼스.
- 미야자키현 미야자키시 가쿠엔 기바나다이 니시(學園木花臺西) 1-1.
- 기요타케(淸武) 캠퍼스: 의학부 캠퍼스.
- 미야자키현 미야자키군(宮崎郡) 기요타케정(淸武町) 오아자(大字) 기하라(木原) 5200.

## 조직

### 학부
- 교육문화학부
  - 학교교육과정 (교원양성과정)
  - 인간사회과정
- 농학부
  - 식료생산과학과
  - 생물환경과학과
  - 지역농업 시스템 학과
  - 응용생물과학과
  - 수의학과 (6년제)
- 공학부
  - 재료물리학과
  - 물질환경학과
  - 전기전자공학과
  - 토목환경공학과
  - 기계 시스템 공학과
  - 정보 시스템 공학과
- 의학부
  - 의학과 (6년제)
  - 간호학과

### 대학원
- 교육학 연구과 (전문직 대학원 및 석사 과정)
- 농학 연구과 (석사 과정)
- 공학 연구과 (석사 과정)
- 농학/공학 종합 연구과 (박사 과정)
- 의학계 연구과

### 부속기관
- 도서관
- 의학부 부속 병원
- 농학부 부속 동물병원
- 농학부 부속 농업박물관
- 교육문화학부 부속학교 (초등학교, 중학교, 유치원)